# Daniel arap Moi
Daniel Toroitich arap Moi  (Kurieng'wo, Sacho körzet, Baringo kerület, Rift völgy tartomány, 1924. szeptember 2. – Nairobi, 2020. február 4.) kenyai politikus, a Kenyai Afrikai Nemzeti Unió elnöke (1966–1967), alelnök (1967–1978), majd az ország elnöke (1978–2002). Közismert beceneve Nyayo, amelynek jelentése szuahéliül „lábnyomok”.[forrás?] Ez arra utal, hogy Moi Kenya első elnökének, Jomo Kenyattának nyomdokán kíván haladni.

## Élete

### Politikai tevékenysége 1978-ig
Moi, a kalendzsinekhez tartozó, s a tugen csoportból származó politikus iskolái elvégzése után 1955-ig tanárként dolgozott. Előbb képviselő lett, majd saját pártot alapított a kis kenyai törzsek jogainak védelmére. 1960–1961 között oktatási miniszter az utolsó, függetlenség előtti kormányban. A függetlenség elnyerése után előbb belügyminiszter (1964), majd 1967–1978 között az ország alelnöke volt. Kenya elnöki székébe Jomo Kenyatta halálát követően (1978) került, aki 24 éven keresztül tartotta kezében a hatalmat, az országban egyedüli politikai pártként működő KANU hatékony támogatásával.

### Politikai tevékenysége 1978-tól

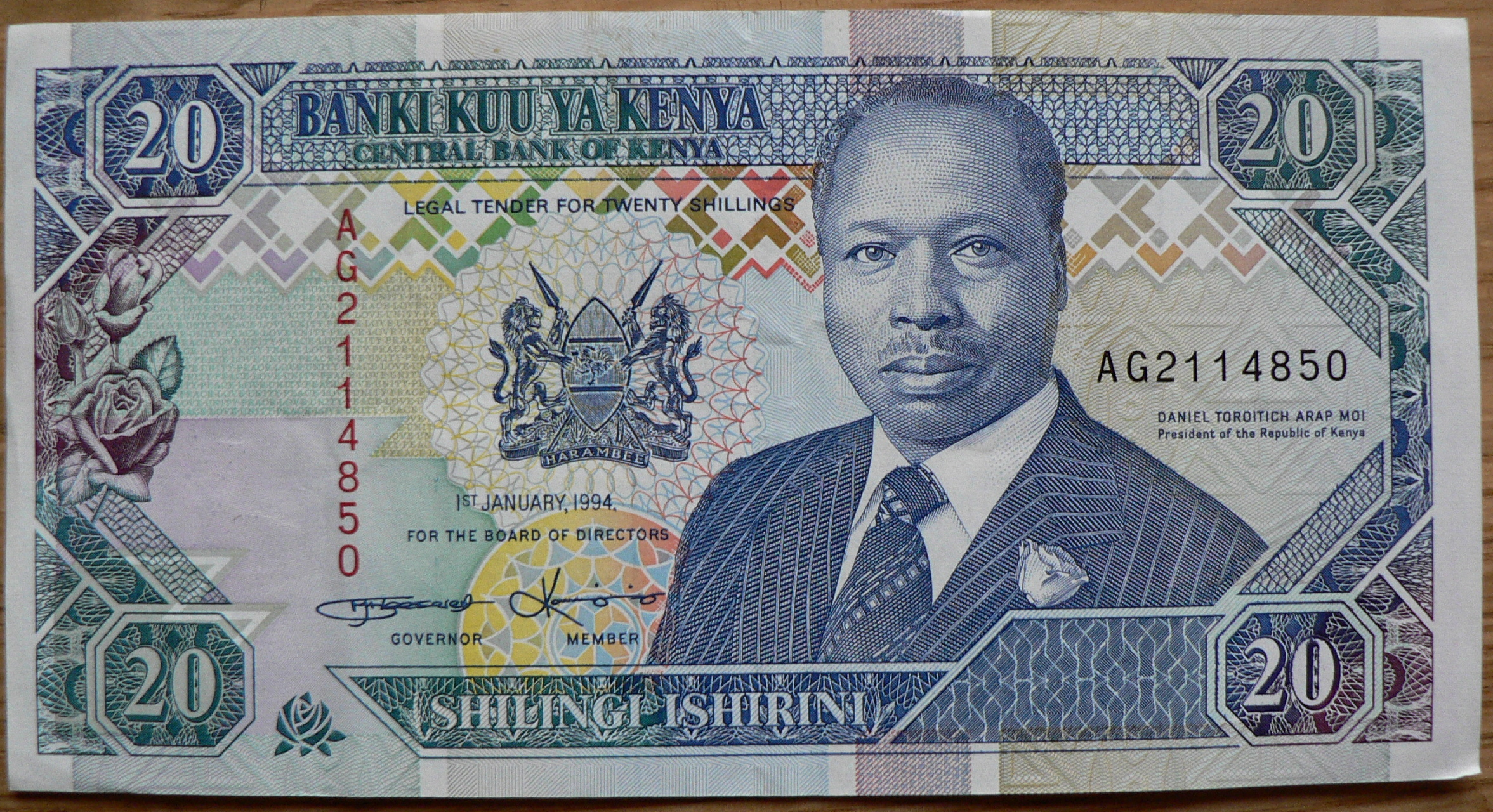
Moi portréja egy kenyai shilling-bankjegyen

Az 1979-es választásokon a korábbi ciklus képviselőinek többsége elvesztette pozícióját, s az új parlament már az új elnök „szavazógépezeteként” alakult meg. Az ellenzéket az 1982-es puccskísérlet után betiltották. Az államelnök jogkörét jelentősen kibővítették. Egypártrendszerre tértek át, amit a kenyai parlament szentesített. A személyi kultusz vallásos elemeket kapott, s a társadalmat, mint nagy családot kívánta vezetni a szeretet, a béke és az egység jelszavaival.
A „szocialista” stílusú kormányzás ellen azonban már a nyolcvanas évek végén több, kisebb–nagyobb törzs tiltakozott, olykor erőszak alkalmazásával is. Ez – és a Brit Nemzetközösség által gyakorolt politikai nyomás – oda vezetett, hogy az 1990-es évek elejére Arap Moi kénytelen volt engedélyezni a többpártrendszer bevezetését.
1992-ben első alkalommal tartottak elnöki és parlamenti választásokat, amelyen a szavazatok 37,2%-át szerezte meg. Az ellenzék azonban azzal vádolta meg Moit, hogy elnöki hatalmát csak választási csalással tudta megőrizni. Az Amerikai Egyesült Államok a sajtószabadság megsértése miatt bírálta a kenyai vezetést, mivel 1993 májusában a rendőrség leállított egy nyomdát, amelyben az ellenzék újságjait nyomtatták.

### Magánember
Moi ellen egyetlen per sem indult, annak ellenére, hogy emberi jogi csoportok többször felvetették felelősségét az elnöksége alatt elkövetett számos jogsértés miatt. Elnöki mandátumának 2002-es lejártával visszavonult a politikai élettől, ugyanakkor Kenya egyes részein továbbra is népszerű, amit részben elnöki tevékenységének köszönhet. Sokat járta az országot, személyesen találkozott az emberekkel, ingyen tejet osztott az iskoláknak.
Távozásakor ugyanakkor a kenyai fővárosban összeverődött tömeg ellenségesen búcsúztatta. Olyan alapítvány vezetését vállalta el, amely békefenntartó akciókat szervezett Kelet-Afrikában, illetve AIDS–árvákat támogatott. Pár évvel visszavonulása után azonban megint megjött a kedve a politizáláshoz. Állást foglalt Mwai Kibaki elnök és a Nemzetgyűlés új alkotmánytervezete ellen, amely csúfosan elbukott a 2005-ös népszavazáson.